# (488445) 2016 YG7
(488445) 2016 YG7 es un asteroide perteneciente al cinturón de asteroides, descubierto el 4 de febrero de 2005 por el equipo del Catalina Sky Survey desde el Catalina Sky Survey, Arizona, Estados Unidos.

## Designación y nombre
Designado provisionalmente como 2016 YG7.

## Características orbitales
2016 YG7 está situado a una distancia media del Sol de 2,589 ua, pudiendo alejarse hasta 2,933 ua y acercarse hasta 2,246 ua. Su excentricidad es 0,132 y la inclinación orbital 7,041 grados. Emplea 1522,36 días en completar una órbita alrededor del Sol.

## Características físicas
La magnitud absoluta de 2016 YG7 es 16,9.